# 蒂比兹
蒂比兹（法語：Tubize，法語發音：[tybiz] ⓘ，荷蘭語發音：[ˈtybeːkə]）是比利时瓦隆大区瓦隆布拉班特省的一座城市，南北分别与埃諾省和弗拉芒布拉班特省接壤，通行法语，是比利时法语社群的一部分，面积32.66平方千米，人口25,914人（2018年1月1日）。

## 友好城市
- 法國 米朗德